# Yurre-Ihurre
Pour les articles homonymes, voir Yurre.

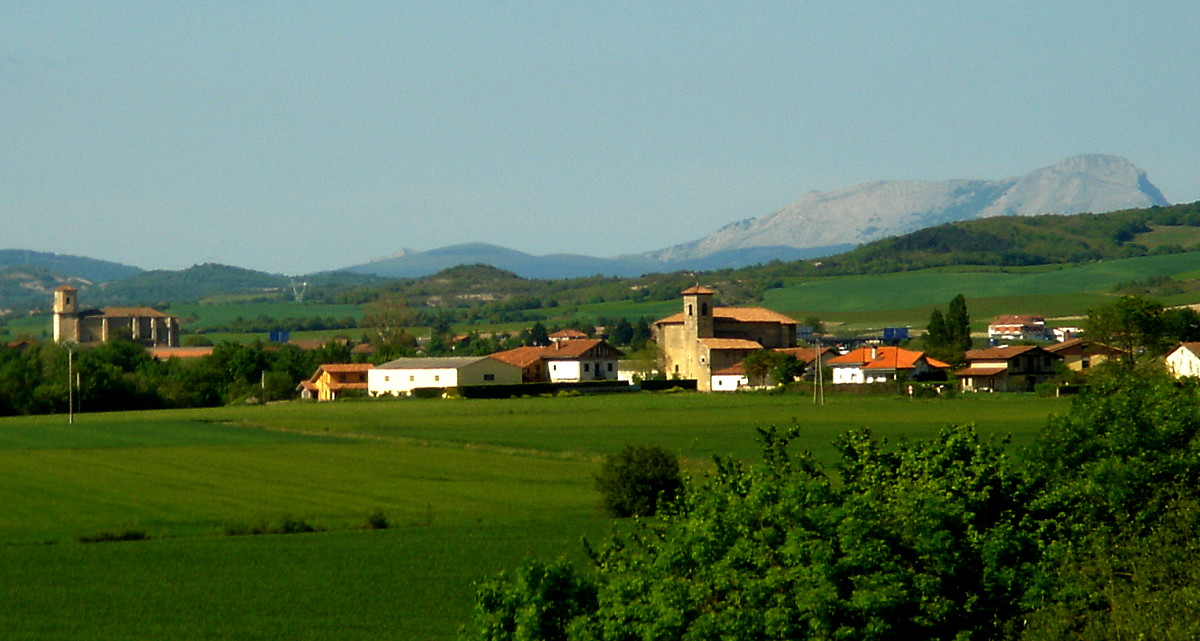
Vue d'Ihurre et le village d'Arangiz à gauche et le mont Anboto au fond.

Yurre en espagnol ou Ihurre en basque est une commune ou une contrée appartenant à la municipalité de Vitoria-Gasteiz dans la province d'Alava, située dans la Communauté autonome basque en Espagne.
Il se trouve sur la rive droite de la rivière Zadorra à 5.5 km au nord-ouest du centre de Vitoria-Gasteiz. Il a appartenu à la commune de Foronda, jusqu'à ce que ce il ait été absorbé par celui de Vitoria il y a quelques décennies. Il est actuellement englobé dans la Zone Rurale Nord-Est de Vitoria. La croissance de la ville de Vitoria paraît pour l'instant limitée à la rive gauche du Zadorra, ce pourquoi Yurre est encore à l'abri de l'absorption par la ville.
Le village se situe près de l'autoroute A-1, mais on y accède à travers des routes locales. Les villages les plus proches sont Lopidana, Arangiz et le quartier de Lakua.

## Voir également
- Liste des municipalités de la province d'Alava